# ジョン・トーマス (陸上選手)
ジョン・トーマス (John Thomas、1941年3月3日 - 2013年1月15日)は、アメリカ合衆国の陸上競技選手。走高跳の選手として1960年ローマオリンピックと1964年東京オリンピックに出場し、2大会連続メダルを獲得した選手である。

## 経歴
トーマスは21歳となった1959年2月に、非公式ながら2.16mの世界タイ記録を樹立。同シーズンは故障のため振るわなかったが、翌年の4月30日にフィラデルフィアで2.17mの世界新記録を樹立した。1ヵ月後の5月21日には再び2.17mの世界タイ記録を達成。さらに翌月の6月24日のAAU選手権では2.18mの世界新記録。その1週間後の7月1日に開催されたオリンピック選考会で、2.195mと世界新記録を更新。さらにバーの高さを2.22mに上げ成功。同日に2度の世界新記録を達成した。ローマオリンピックでも優勝候補の最右翼と目されるようになる。
しかし、ローマでは2.16を失敗してしまい、2.14mという記録で、ソ連のロベルト・シャフラカゼ、ワレリー・ブルメルの2人の前に銅メダルという結果に終わってしまう。
ローマオリンピック後は、トーマスに代わりオリンピックで銀メダルを獲得したブルメルが世界に君臨する。1961年には2.23mを記録しトーマスの世界記録は破られる。1964年東京オリンピックまでにブルメルは2.28mまで世界記録を更新していった。
トーマスは、1964年東京オリンピックに出場する。しかし、ブルメルが断然優勝候補と見られていた。4年前と同様、両者は決勝で対戦。共に2.18mという結果となるが、試技数によりトーマスは銀メダルという結果に終わった。
2013年1月15日、死去。71歳没。